# وسلی چپل (ساوت فلوریدا)
وسلی چپل (به انگلیسی: Wesley Chapel South) یک منطقهٔ مسکونی در ایالات متحده آمریکا است که در شهرستان پاسکو، فلوریدا قرار دارد. وسلی چپل ۲۸٫۹ کیلومتر مربع مساحت و ۳٬۲۴۵ نفر جمعیت دارد.